# Manuel Julivert i Casagualda

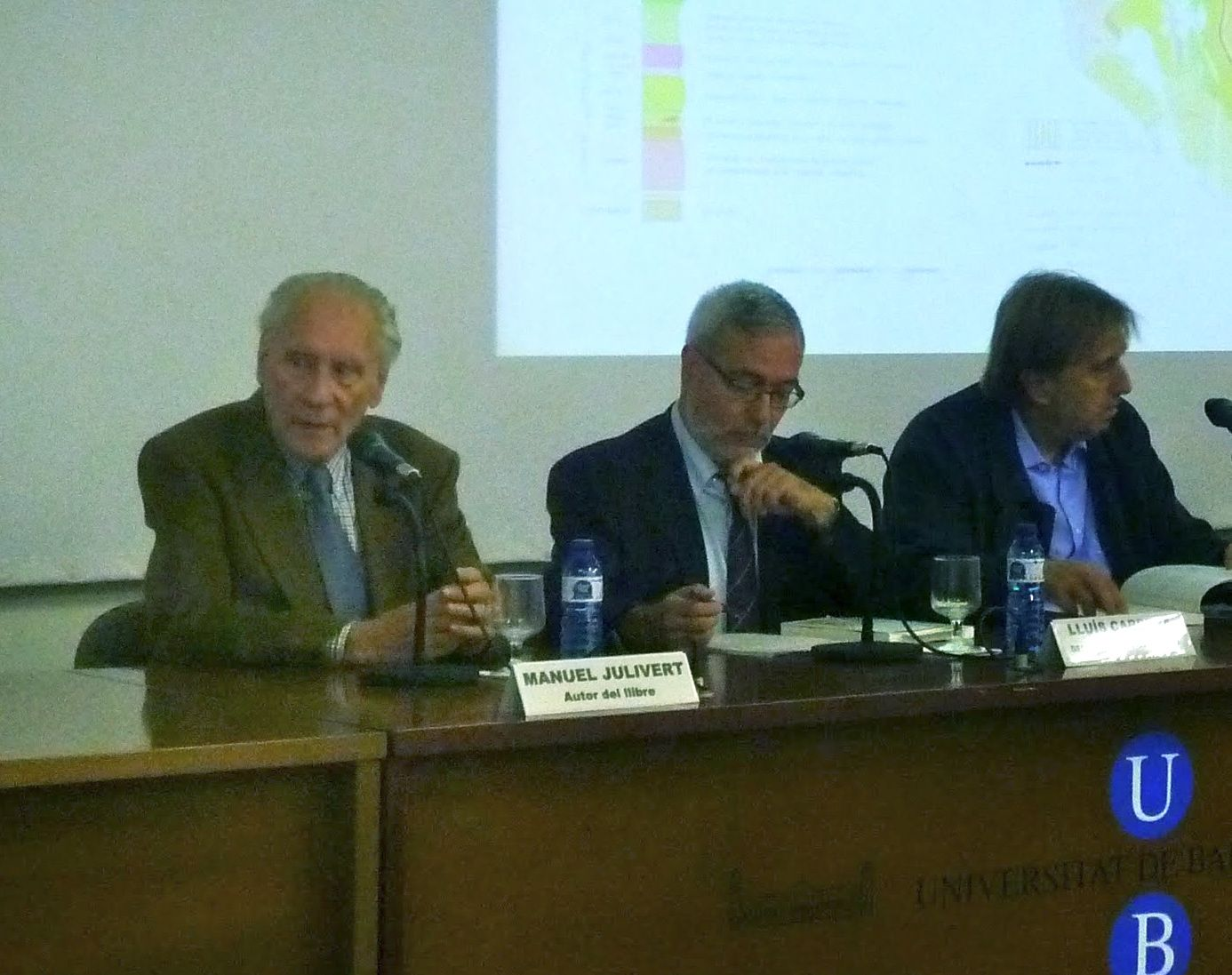
Manuel Julivert i Casagualda a la UB en la presentació d'un llibre

Manuel Julivert i Casagualda (Reus, 1930) és un geòleg català.
Es llicencià en Ciències Naturals el 1952 i en Geologia el 1957 a la Universitat de Barcelona i es doctorà en Geologia a Oviedo aquell mateix any. Va marxar a Colòmbia el 1957 contractat per la Facultat d'Enginyeria del Petroli a la Universitat Industrial de Santander, a Bucaramanga. Va ser professor d'aquesta universitat i de la Universitat Nacional de Bogotà fins a finals del 1963. Tornat a la península, va ser catedràtic de Geologia a la Universitat d'Oviedo el 1964 i, posteriorment, a la Universitat Autònoma de Barcelona el 1976. A partir del 2001, és professor emèrit de la UAB.
Va participar en el volum sobre el Paleozoic i el Mesozoic a la península Ibèrica del mapa tectònic d'Europa i regions veïnes. De la seva època asturiana té molts treballs sobre tectònica de la serralada cantàbrica. Ha publicat nombrosos articles sobre geologia, sobretot referents a Colòmbia, Catalunya, i l'Antiatles i la Serralada de l'Atles marroquins. És membre de la Reial Acadèmia de Ciències i Arts de Barcelona. Té publicats també diversos llibres, i Una historia de la geología en España el 2014.